# Rellotge d'empeus
Rellotge d'empeus és un tipus de rellotge solar elemental. Des dels temps de la  República Romana fins ben entrada l'edat mitjana es troba a la literatura antiga diversos testimonis d'un singular sistema per calcular l'hora, que es val de la longitud que projecta l'ombra del cos humà il·luminat pel Sol.

## Mètode
Aquest mètode empra la relació constant de 1/7 entre l'altura d'un home i la longitud del seu propi peu. Un exemple d'aquesta proporció es pot trobar al Home de Vitruvi, és a dir, un home o una dona qualssevol sempre obeeixen (aproximadament) a la proporció següent: la longitud del peu aplicada a 7 vegades verticalment proporciona l'altura de l'individu. D'aquesta manera es tabulaven longituds d'ombra d'empeus per a cada hora i per a cada mes i resultava el rellotge d'empeus.

## Exemples de rellotges
Taules d'aquest estil es troben en les taules a Re Agricultura de Paladius. A Espanya es pot veure un rellotge d'empeus dins de l'església visigòtica de San Pedro de la Nave situada a Zamora, inscrita en la pedra dels carreus esquerres immediats al arc toral.
Avui en dia, i ja des de molt antic, es feia servir a València per mesurar els intervals de servei de l'aigua que correspon als diferents regants de la séquia del Port d'Atzeneta. És possible que aquest antic costum de mesurar el temps aquest heretada dels antics pobladors musulmans d'aquesta zona encara que la forma en què va arribar està per determinar. Segons l'estudiós Joan Olivares es va mantenir aquesta antiga forma de mesurar el temps a causa que la séquia que regava era compartida per dues comunitats de regants que van mantenir aquest atavisme per mesurar el temps pel fet que qualsevol canvi usant instruments més moderns hagués generat desavinences. En l'actualitat no s'usa ja per regar per haver quedat en desús però encara queden regants grans que el van conèixer i ho saben utilitzar.
En l'actualitat alguns nòmades del desert empren la longitud de la seva ombra per determinar l'hora en què s'han de resar les primeres oracions indicades per l'islam i que corresponen a les oracions vespertines i que es denominen: el ashr, que segueixen a l'oració de Migdia el  zhur 